# Antônio Carlos Mesquita
Dom Antônio Carlos Mesquita (Itapecerica, 13 de outubro de 1923 - Itapecerica, 19 de dezembro de 2005) foi um bispo católico brasileiro. Foi o segundo bispo de Oliveira e de São João del-Rei. Seu lema episcopal era Elegit Servum Suum (Eleito Servo do Senhor).
Ordenado padre em 8 de dezembro de 1947, foi nomeado bispo coadjutor de Oliveira em 8 de abril de 1974 e recebeu a ordenação episcopal no dia 29 de junho do mesmo ano das mãos de Dom João Resende Costa. Em 6 de março de 1977, sucedeu a Dom José de Medeiros Leite, tornando-se então o segundo bispo daquela diocese 
Transferido para a diocese de São João del-Rei em 16 de dezembro de 1983, teve seu pedido de renúncia aceito em 26 de junho de 1996. Faleceu no dia 19 de dezembro de 2005, aos 82 anos de idade.